# Oleria denuda
Oleria denuda är en fjärilsart som beskrevs av Riley 1919. Oleria denuda ingår i släktet Oleria och familjen praktfjärilar. Inga underarter finns listade i Catalogue of Life.